# Нокс (Нью-Йорк)
Нокс (англ. Knox) — місто (англ. town) в США, в окрузі Олбані штату Нью-Йорк. Населення — 2635 осіб (2020).

## Демографія
Згідно з переписом 2010 року, у місті мешкали 2692 особи в 1026 домогосподарствах у складі 775 родин. Було 1131 помешкання
Расовий склад населення:
| - 98,0 % — білих - 0,4 % — чорних або афроамериканців - 0,2 % — азіатів |

До двох чи більше рас належало 1,1 %. Частка іспаномовних становила 0,7 % від усіх жителів.
За віковим діапазоном населення розподілялося таким чином: 22,8 % — особи молодші 18 років, 65,8 % — особи у віці 18—64 років, 11,4 % — особи у віці 65 років та старші. Медіана віку мешканця становила 43,7 року. На 100 осіб жіночої статі у місті припадало 103,2 чоловіків;  на 100 жінок у віці від 18 років та старших — 102,2 чоловіків також старших 18 років.
Середній дохід на одне домашнє господарство  становив 95 032 долари США (медіана — 82 056), а середній дохід на одну сім'ю — 101 682 долари (медіана — 95 729). Медіана доходів становила 63 167 доларів для чоловіків та 51 250 доларів для жінок. За межею бідності перебувало 3,8 % осіб, у тому числі 1,9 % дітей у віці до 18 років та 10,3 % осіб у віці 65 років та старших.
Цивільне працевлаштоване населення становило 1500 осіб. Основні галузі зайнятості: освіта, охорона здоров'я та соціальна допомога — 26,5 %, публічна адміністрація — 13,7 %, будівництво — 11,1 %, науковці, спеціалісти, менеджери — 10,3 %.